# Heinz Fricke
Heinz Fricke (* 11. Februar 1927 in Halberstadt; † 7. Dezember 2015 in Berlin) war ein deutscher Dirigent. Von 1961 bis 1992 war er Generalmusikdirektor der Deutschen Staatsoper Berlin.

## Leben
Fricke begann am Theater Halberstadt 1946 als Repetitor. Von 1948 bis 1950 studierte er an der Musikhochschule Weimar, unter anderem bei Hermann Abendroth sowie in Berlin bei Erich Kleiber. Von 1950 bis 1960 war er 1. Kapellmeister an den Städtischen Theatern Leipzig. Bereits während dieser Zeit gastierte er häufig an der Berliner Staatsoper Unter den Linden im damaligen Admiralspalast. 1960 bis 1961 war er Nachfolger von Kurt Masur als Generalmusikdirektor am Mecklenburgischen Staatstheater Schwerin. 1961 bis 1992 war er Generalmusikdirektor an der Deutschen Staatsoper Berlin.

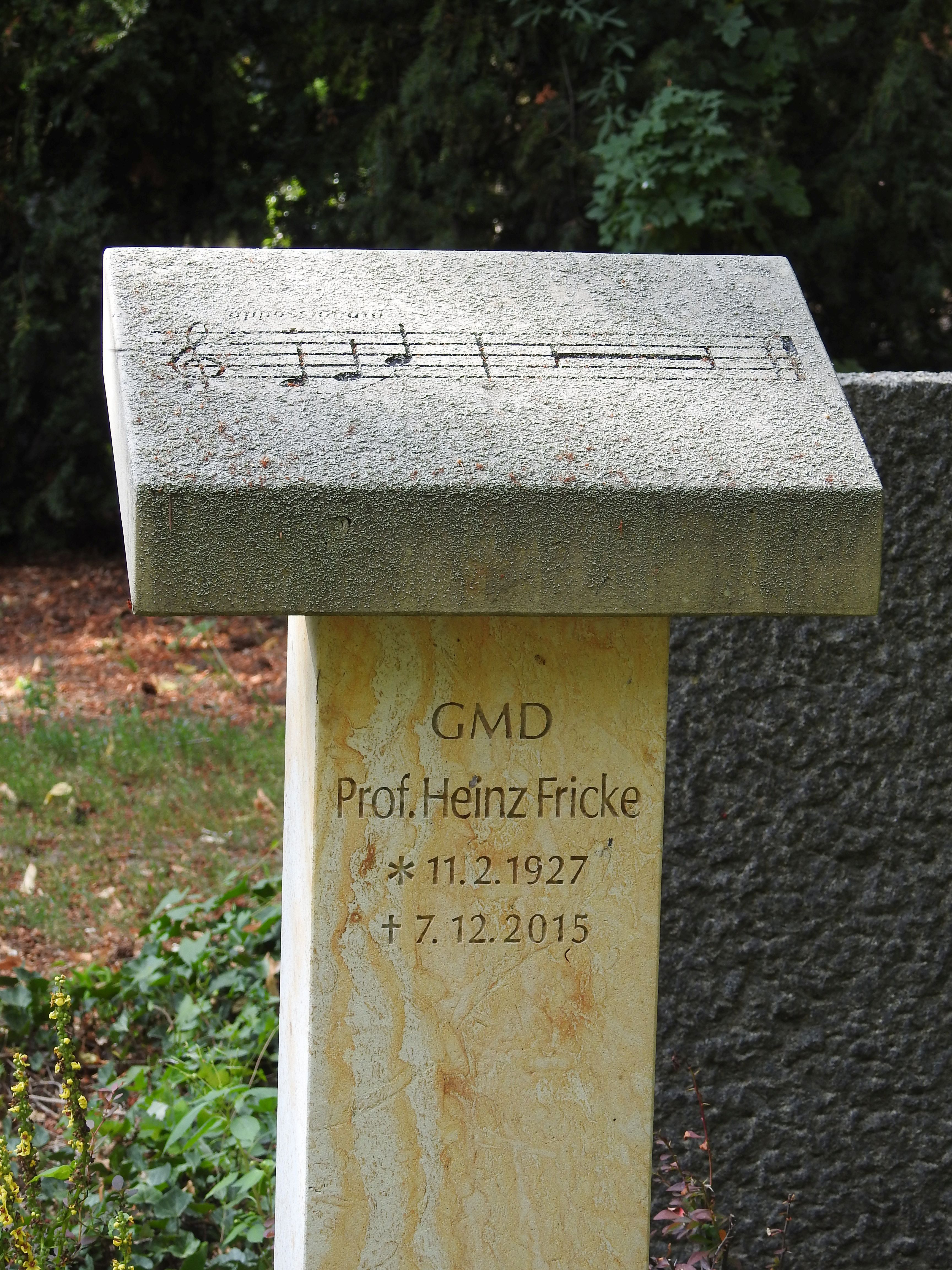
Detail vom Grab Frickes auf dem Friedhof Pankow III

Mit stilistischer Vielfalt beherrschte er ein Repertoire von etwa 180 Werken, darunter zahlreiche Ur- und Erstaufführungen von Opern von Schostakowitsch, Prokofjew, Rudolf Wagner-Régeny, Friedrich Cerha, Ernst Hermann Meyer, Alan Bush, Günter Kochan und Siegfried Matthus. Gastdirigate führten ihn an nahezu alle großen Opernhäuser Europas und in Übersee. 1984 bis 1990 war Fricke auch Musikdirektor der Norske Opera Oslo und zwischen 1992 und 2008 „Music Director“ der Washington National Opera, seit 1996 mit Placido Domingo als „Artist Director“.

## Ehrungen
- Nationalpreis der DDR
- Vaterländischer Verdienstorden in Silber (1988)[2]
- Bundesverdienstkreuz 1. Klasse (19. Februar 1999)[3]
- Ehrenbürgerwürde der Stadt Halberstadt (1989)